# Xolotl

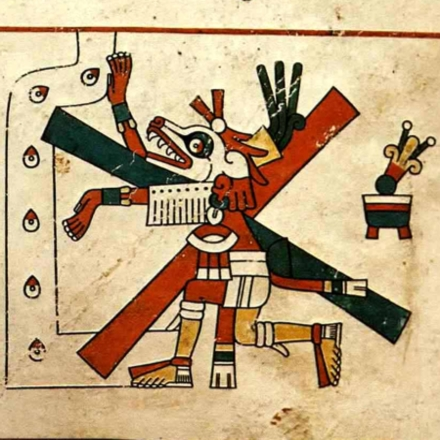
El Deu Xolotl del "Código Fejervary-Mayer"

Xolotl és un déu de la mitologia asteca que viu i treballa a l'inframón. El seu nom prové de la paraula en nàhuatl "Xolotl", que significa "animal" o "monstre".
És el deu del tro, del sol quan es pon i de la mort, tot allò que els asteques relacionaven amb la foscor. Apareix com un monstre, barreja d'animal (amb més freqüència un gos), i humà (o esquelet).
No s'ha de confondre amb el déu mexica Xócotl, té una funció similar a la del Prometeu grec, ja que va portar el foc a la humanitat.
Era el germà bessó de Quetzalcoatl i seu company d'aventures. Per tant, també era germà de Tezcatlipoca.

## Mites i llegendes

### Mite de la creació de l'home
Quetzalcoatl va anar al Mictlan, és a dir, l'inframón. Allà, va conèixer el germà Xolotl. Tots dos es van enfrontar al déu Mictlantecuhtli, senyor de l'inframón. Quetzalcoatl i Xolotl van superar els reptes, de manera que van recuperar els ossos dels morts. Al final, Quetzalcoatl i Xolotl han tornat a casa i van crear els primers humans amb aquells ossos.

### Mite dels Cinc Sols

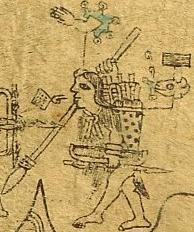
El Senyor Quinatzin del “Código Xólotl”

En aquesta història Xolotl no és un protagonista. Quan el Déu del Sol, Nanahuatzin, va dir que pel bé dels homes els déus havien de morir, Xolotl va dir: "No, no moriré!". Aleshores es va escapar d'Ehecatl (que el volia sacrificar-lo). Xolotl es va convertir en una planta d'atzavara, però Ehecatl va trobar-lo i el va sacrificar.

## El guerrer chichimeca Xólotl i el seu Códex
Xototl és també el nom d'un guerrer txitximeca, que va lluitar valentament en la guerra contra els tolteques. Les seves gestes heroiques es troben escrites a l'anomenat “Còdex Xólotl”.